# Hideg övezet
A hideg övezet A 66,5° (A sarkkörökön belül) szélességi foktól északra és délre helyezkedik el. A napsugarak beesési szöge itt a legkisebb. Az év egy részén itt nem kel fel a Nap (Sarki éjszaka) és nem nyugszik le a nap (Éjféli nap). Nagy a felszín albedója (fényvisszaverő képessége). Uralkodó szelei a sarki szelek. Két öv jellemzi, ezek: a sarkköri öv és a sarkvidéki öv, és csak 2 évszak van: tél és nyár.

## Sarkköri öv
A sarkköri öv a déli sarkkör és az északi sarkkör környékén helyezkedik el, mint például Kanada, Alaszka vagy Észak-Európa. Tundra éghajlatú. 2 évszak jellemzi, egy rövid, hűvös nyár és egy hosszú, hideg tél. A csapadék évi mennyisége 200–300 mm, mégis nedves az éghajlat, a kis mértékű párolgás miatt. Terméketlen, köves talajú. Fagyott az altalaj. Bár nyáron felenged, 1 méternél mélyebben még fagyott. A folyók ingadozó vízjárásúak. Ritka lakosságú, állattenyésztéssel foglalkoznak. Kedvelt állat a rénszarvas, amely teherhordásra alkalmas, emellett húsát is fogyasztják. Az itt élők még halászattal és vadászattal foglalkoznak többnyire. Gazdag ásványkincsekben(pl.: kőolaj), azonban a nagy mértékű ásványkincs kitermelése miatt szennyeződik a környék.

## Sarkvidéki öv
A sarkköri övtől északra és délre helyezkedik el a sarkvidéki öv, ilyen az Antarktisz és Grönland. "Állandóan fagyos" az éghajlata, egy évszak van mindössze. A középhőmérséklet 0 fok alatt van. Kevés a csapadék, mely többnyire hó formájában hullik. Ez több ezer méteres vastagságban felhalmozódik. Növényzete szinte nincs. Gazdag az állatvilág. Fókák, rozmárok, jegesmedvék és pingvinek lakják. Lakossága alig van. Eszkimók laknak Észak-Amerika környékén, de fejlettebb körülmények között. Az Antarktisz lakatlan.